# Городское поселение посёлок Палатка
Городско́е поселе́ние «посёлок Палатка» — упразднённое муниципальное образование в Хасынском районе Магаданской области Российской Федерации.
Административный центр — пгт Палатка.

## История
Статус и границы городского поселения установлены Законом Магаданской области от 28 декабря 2004 года № 511-ОЗ «О границах и статусе муниципальных образований в Магаданской области».
Законом Магаданской области от 8 апреля 2015 года № 1885-ОЗ, 1 мая 2015 года городские поселения «посёлок Палатка», «посёлок Атка», «посёлок Талая» и «посёлок Стекольный» преобразованы, путём объединения, в муниципальное образование «Хасынский городской округ» с административным центром в посёлке Палатка.

## Население
| 2004  | 2005  | 2006  | 2007  | 2009  | 2010  | 2011  |
| ----- | ----- | ----- | ----- | ----- | ----- | ----- |
| 5460  | ↘5220 | ↘5012 | ↘4891 | ↘4226 | ↗4764 | →4764 |
| 2012  | 2013  | 2014  | 2015  |       |       |       |
| ↘4636 | ↘4464 | ↘4461 | ↘4438 |       |       |       |

## Состав городского поселения
| № | Населённый пункт | Тип населённого пункта      | Население |
| - | ---------------- | --------------------------- | --------- |
| 1 | Палатка          | пгт, административный центр | ↗4159     |
| 2 | Хасын            | посёлок                     | ↘302      |